# КМ-Букс
ТОВ «Видавнича група КМ-Букс» (КМ БУКС) — українська книжкова видавнича компанія, створена у 2015 році. Спеціалізується на виданні українських перекладів іншомовної літератури та дитячій і дорослій літературі сучасних українських авторів українською мовою.
Власниками компанії є Ярослав Маринович (79 %), Вадим Александров (15 %), Дмитро Висовень та Олександр Кутузов (по 3 %).
У 2019 році КМ-Букс отримало найбільше державне замовлення від Українського інституту книги для постачання книжок в українські бібліотеки на 11,46 млн грн.

## Видавнича політика
Станом на 2020 рік КМ-Букс щомісяця друкує десятки найменувань книжок, за оцінкою самого видавництва 98 % найменувань видань виходять українською мовою. У видавничому портфоліо КМ-Букс україномовні видання всесвітньовідомих письменників Гарпер Лі, Ніл Ґейман, Джон Грін, Ганья Янаґігара, Джордж Р. Р. Мартін, Ліян Моріарті, Чарлз Буковскі, Майкл Доббс, Фредерік Беґбедер, Джон Стейнбек, Вільям Фолкнер; світові бестселери, книжки серії нехудожньої літератури — роботи Дональда Трампа, Джареда Даймонда, Річарда Бренсона, Гордона Рамзі, Робіна Шарми, Річарда Коха та багатьох інших.
Найпопулярнішими книжками освітньо-розвивальної та дитячої художньої літератури видавництва є всесвітньовідома серія «Щоденник слабака» Джефа Кінні та серія книжок Девіда Вольямса.
Редакцією сучасної української літератури видано твори більш ніж двадцяти сучасних письменників з усієї України. У складі видавництва також діють редакції художньої літератури, прикладної літератури, підліткової та дитячої літератури.
Філософія видавництва — відновлення у читачів любові до української книги, надаючи якісний переклад, актуальну літературу та можливість отримати всесвітню новинку українською мовою одночасно з іноземними читачами.
Видавництво володіє брендом «Країна Мрій», який викупило в «Ексмо-АСТ» і переформатувало його в імпринт для видання дитячої літератури.

## Серії видань
Серед проєктів видавництва є сага «Пісня льоду й полум'я» — всесвітньовідома серія епічних фентезі-романів американського письменника і сценариста Джорджа Р. Р. Мартіна. Оригінальна серія нараховує п'ять опублікованих томів і два запланованих, а також три повісті-приквели та серія повістей, що містять додаткові сцени до основних творів. Українською мовою вийшло всі п'ять томів книжкової серії: «Гра престолів»: «Битва королів», «Буря мечів», «Бенкет круків», «Танок з драконами» та приквел «Лицар сімох королівств».
Ще однією книжковою серію видавництва є серія американського дитячого письменника-карикатуриста Джефа Кінні «Щоденник слабака», що розповідає про пригоди школяра Ґреґа Гефлі. Серія складається з 14 видань, з яких українською у видавництві вже вийшло 9 романів.
У 2015 році видавництво видало українською дебютний роман Енді Вейра «Марсіянин» під імпринтом «KM Publishing». У 2017 році вийшло 2-е видання, але вже під імпринтом «КМ-Букс» а також другий роман Енді Вейра «Артеміда».
«Улюблені книжки» — до серії входять видання рекомендовані за шкільною програмою для позакласного читання та шкільною програмою читання на літо. Це понад 100 найменувань творів кращих авторів світової класики.
«Міні-енциклопедії» — ілюстровані довідники, у яких описано 50 найвідоміших видів тварин, рослин, комах тощо. Детальні описи містять інформацію про територію розповсюдження того чи іншого виду, спосіб життя, особливості будови та реальні розміри у співвідношенні з середнім ростом людини. До серії увійшли такі видання: «Всесвіт», «Динозаври», «Дикі тварини», «Дикі квіти», «Дерева», «Коні і поні», «Собаки», «Коти», «Птахи наших садів», «Комахи», «Метелики», «Мінерали і гірські породи», «Акули і скати».
«КМ Класика» — серія видань класичних творів письменників минулих сторіч, які видаються трьома мовами: українською, російською та англійською.
Різні серії видань сучасної української прози. З 2015 року вийшло вже 31 видання сучасної української прози. Видання ділять на кілька серій:
1. «Український роман» (романи сучасних українських авторів).
2. «П'ять зірок» (збірки оповідань відомих сучасних українських авторів)
3. «Відкрий світ» (збірки оповідань сучасних українських авторів, що мешкають або подовгу мешкали закордоном).
4. «Дорожні історії» (збірки оповідань сучасної української прози у покет-форматі).

## Візити іноземних авторів
На запрошення «КМ-Букс» Україну відвідав французький письменник Фредерік Беґбедер. У 2016 році презентації книжок за участі автора відбулися у Львові (Форму видавців). та Києві. Українською мовою було презентовано його романи «99 франків», «Кохання живе три роки», «Уна і Селінджер» і збірник «Бесіди нащадки епохи» (інтерв'ю, які він взяв у знаменитостей). На зустріч із автором завітало понад 60 представників ЗМІ та понад 1,5 тис. читачів з різних міст України.
2017 року Україну відвідав Роджер Філд — автор ідеї написання книги «Війна з Росією», літературного агента генерала НАТО Річарда Ширреффа. Презентація книги про ймовірний сценарій третьої світової війни відбулася в рамках «Книжкового арсеналу-2017». Президент України Петро Порошенко також придбав цю книжку для особистої бібліотеки.

## Контраверсії
Видавнича група «КМ-Букс» у червні 2017 року розірвала договір із мережею книгарень «Є», звинувативши книгарню у систематичних порушеннях та невиконаннях умов договору та згодом подала до суду на книгарню Є за нібито невчасне повернення нереалізованого продукту У відповідь книгарня Є заявила що KM Books намагається дискредитувати діяльність книгомережі, поширюючи неправдиву інформацію щодо природи конфлікту між компаніями..